# Seznam pilotovaných vesmírných letů 1987–1999
3Podrobný seznam pilotovaných letů od roku 1987 do 1999, zahrnující ruskou vesmírnou stanici Mir a americké raketoplány Space Shuttle po havárii Chalengeru.

| Pokračování seznamu pilotovaných vesmírných letů 1961–1986 | Pokračování seznamu pilotovaných vesmírných letů 1961–1986    | Pokračování seznamu pilotovaných vesmírných letů 1961–1986 | Pokračování seznamu pilotovaných vesmírných letů 1961–1986 | Pokračování seznamu pilotovaných vesmírných letů 1961–1986 | Pokračování seznamu pilotovaných vesmírných letů 1961–1986 | Pokračování seznamu pilotovaných vesmírných letů 1961–1986                                       |
| Znak mise                                                  | Loď, mise                                                     | Datum startu                                               | Posádka | Foto posádky                                               | Cíl letu                                                   | Shrnutí mise                                                                                     |
| ---------------------------------------------------------- | ------------------------------------------------------------- | ---------------------------------------------------------- | --- | ---------------------------------------------------------- | ---------------------------------------------------------- | ------------------------------------------------------------------------------------------------ |
|                                                            | Sojuz-U2 Sojuz TM-2                                           | 5. únor 1987                                               | Alexandr Lavejkin Jurij Romaněnko |                                                            | Mir                                                        |                                                                                                  |
|                                                            | Sojuz-U2 Sojuz TM-3                                           | 22. červenec 1987                                          | Alexandr Viktorenko Alexandr Pavlovič Alexandrov Muhammed Ahmad Fáris |                                                            | Mir                                                        | Faris: První kosmonaut ze Sýrie ve vesmíru.                                                      |
|                                                            | Sojuz-U2 Sojuz TM-4                                           | 21. prosinec 1987                                          | Anatolij Levčenko Vladimir Titov Musa Manarov |                                                            | Mir                                                        |                                                                                                  |
|                                                            | Sojuz-U2 Sojuz TM-5                                           | 7. červen 1988                                             | Anatolij Solovjov Viktor Savinych Alexandr Panajotov Alexandrov |                                                            | Mir                                                        |                                                                                                  |
|                                                            | Sojuz-U2 Sojuz TM-6                                           | 29. srpna 1988                                             | Vladimir Ljachov Valerij Poljakov Abdul Ahad Mohmand |                                                            | Mir                                                        | Mohmand: První kosmonaut z Afghánistánu ve vesmíru.                                              |
|                                                            | STS-26, Discovery                                             | 29. září 1988                                              | Frederick H. Hauck Richard O. Covey John M. Lounge George Nelson David C. Hilmers |                                                            |                                                            | První let raketoplánu po havárii Challengeru.                                                    |
|                                                            | Sojuz-U2 Sojuz TM-7                                           | 26. listopad 1988                                          | Alexandr Volkov Sergej Krikaljov Jean-Loup Chrétien |                                                            | Mir                                                        |                                                                                                  |
|                                                            | STS-27, Atlantis                                              | 2. prosinec 1988                                           | Robert L. Gibson Guy S. Gardner Richard M. Mullane Jerry L. Ross William M. Shepherd |                                                            |                                                            |                                                                                                  |
|                                                            | STS-29, Discovery                                             | 13. březen 1989                                            | Michael L. Coats John E. Blaha James P. Bagian James F. Buchli Robert C. Springer |                                                            |                                                            |                                                                                                  |
|                                                            | STS-30, Atlantis                                              | 4. květen 1989                                             | David M. Walker Ronald J. Grabe Norman E. Thagard Mary L. Cleaveová Mark C. Lee |                                                            |                                                            |                                                                                                  |
|                                                            | STS-28, Columbia                                              | 8. srpen 1989                                              | Brewster H. Shaw, Jr. Richard N. Richards James C. Adamson David C. Leestma Mark N. Brown |                                                            |                                                            |                                                                                                  |
|                                                            | Sojuz-U2 Sojuz TM-8                                           | 5. září 1989                                               | Alexandr Viktorenko Alexandr Serebrov |                                                            | Mir                                                        |                                                                                                  |
|                                                            | STS-34, Atlantis                                              | 18. říjen 1989                                             | |                                                            |                                                            |                                                                                                  |
|                                                            | STS-33, Discovery                                             | 22. listopad 1989                                          | |                                                            |                                                            |                                                                                                  |
|                                                            | STS-32, Columbia                                              | 9. leden 1990                                              | |                                                            |                                                            |                                                                                                  |
|                                                            | 11. únor 1990 Sojuz-U2 Sojuz TM-9                             |                                                            | Anatolij Solovjov Alexandr Balandin |                                                            | Mir                                                        |                                                                                                  |
|                                                            | 28. únor 1990 STS-36, Atlantis                                |                                                            | |                                                            |                                                            |                                                                                                  |
|                                                            | 24. duben 1990 STS-31, Discovery                              |                                                            | |                                                            |                                                            |                                                                                                  |
|                                                            | 29. duben 1990 STS-31, Discovery                              |                                                            | |                                                            |                                                            | Vynešení Hubblova vesmírného teleskopu                                                           |
|                                                            | 3. srpen 1990 Sojuz-U2 Sojuz TM-10                            |                                                            | Gennadij Strekalov Gennadij Manakov |                                                            | Mir                                                        |                                                                                                  |
|                                                            | 6. říjen 1990 STS-41, Discovery                               |                                                            | |                                                            |                                                            |                                                                                                  |
|                                                            | 15. listopad 1990 STS-38, Atlantis                            |                                                            | |                                                            |                                                            |                                                                                                  |
|                                                            | 2. prosinec 1990 Sojuz-U2 Sojuz TM-11                         |                                                            | Viktor Afanasjev Musa Manarov Tojohiro Akijama |                                                            | Mir                                                        |                                                                                                  |
|                                                            | 3. prosinec 1990 STS-35, Columbia                             |                                                            | |                                                            |                                                            |                                                                                                  |
|                                                            | 5. duben 1991 STS-37, Atlantis                                |                                                            | |                                                            |                                                            |                                                                                                  |
|                                                            | 28. duben 1991 STS-39, Discovery                              |                                                            | |                                                            |                                                            |                                                                                                  |
|                                                            | 18. květen 1991 Sojuz-U2 Sojuz TM-12                          |                                                            | Anatolij Arcebarskij Sergej Krikaljov Helen Sharmanová |                                                            | Mir                                                        | Sharmanová: První kosmonaut z Velké Británie ve vesmíru.                                         |
|                                                            | 5. červen 1991 STS-40, Columbia                               |                                                            | |                                                            |                                                            |                                                                                                  |
|                                                            | 2. srpen 1991 STS-43, Atlantis                                |                                                            | |                                                            |                                                            |                                                                                                  |
|                                                            | 2. říjen 1991 Sojuz-U2 Sojuz TM-13                            |                                                            | Alexandr Volkov Toktar Aubakirov Franz Viehböck |                                                            | Mir                                                        | Vieböck: První kosmonaut z Rakouska ve vesmíru.                                                  |
|                                                            | 12. září 1991 STS-48, Discovery                               |                                                            | |                                                            |                                                            |                                                                                                  |
|                                                            | 24. listopad 1991 STS-44, Atlantis                            |                                                            | |                                                            |                                                            |                                                                                                  |
|                                                            | 22. leden 1992 STS-42, Discovery                              |                                                            | |                                                            |                                                            | První kosmonautka z Kanady ve vesmíru.                                                           |
|                                                            | Sojuz-U2 Sojuz TM-14                                          | 17. březen 1992                                            | Alexandr Viktorenko Alexandr Kaleri Pouze start: Klaus-Dietrich Flade Pouze přistání: Michel Tognini                                                                                              |                                                            | Mir                                                        | První ruský pilotovaný let po rozpadu Sovětského svazu.                                          |
|                                                            | 24. březen 1992 STS-45, Atlantis                              |                                                            | |                                                            |                                                            |                                                                                                  |
|                                                            | 2. duben 1992 STS-45, Atlantis                                |                                                            | |                                                            |                                                            | Frimout: První kosmonaut z Belgie ve vesmíru.                                                    |
|                                                            | 7. květen 1992 STS-49, Endeavour                              |                                                            | |                                                            |                                                            |                                                                                                  |
|                                                            | 25. červen 1992 STS-50, Columbia                              |                                                            | |                                                            |                                                            |                                                                                                  |
|                                                            | Sojuz-U2 Sojuz TM-15                                          | 27. červenec 1992                                          | Anatolij Solovjov Sergej Avdějev Pouze start: Michel Tognini |                                                            | Mir                                                        |                                                                                                  |
|                                                            | 31. červenec 1992 STS-46, Atlantis                            |                                                            | |                                                            |                                                            | Nicollier: První kosmonaut z Švýcarska ve vesmíru. Malerba: První kosmonaut z Itálie ve vesmíru. |
|                                                            | 12. září 1992 STS-47, Endeavour                               |                                                            | |                                                            |                                                            | První Afroameričanka ve vesmíru.                                                                 |
|                                                            | 22. říjen 1992 STS-52, Columbia                               |                                                            | |                                                            |                                                            |                                                                                                  |
|                                                            | 2. prosinec 1992 STS-53, Discovery                            |                                                            | |                                                            |                                                            |                                                                                                  |
|                                                            | 13. leden 1993 STS-54, Endeavour                              |                                                            | |                                                            |                                                            |                                                                                                  |
|                                                            | Sojuz-U2 Sojuz TM-16                                          | 24. leden 1993                                             | Gennadij Manakov Alexandr Poleščuk Pouze přistání: Jean-Pierre Haigneré |                                                            | Mir                                                        |                                                                                                  |
|                                                            | 8. duben 1993 STS-56, Discovery                               |                                                            | |                                                            |                                                            |                                                                                                  |
|                                                            | 26. duben 1993 STS-55, Columbia                               |                                                            | |                                                            |                                                            |                                                                                                  |
|                                                            | 21. červen 1993 STS-57, Endeavour                             |                                                            | |                                                            |                                                            |                                                                                                  |
|                                                            | 2. červenec 1993 Sojuz-U2 Sojuz TM-17                         |                                                            | Jean-Pierre Haigneré |                                                            | Mir                                                        |                                                                                                  |
|                                                            | Vasilij Ciblijev Alexandr Serebrov                            |                                                            | |                                                            |                                                            |                                                                                                  |
|                                                            | 12. září 1993 STS-51, Discovery                               |                                                            | |                                                            |                                                            |                                                                                                  |
|                                                            | 18. říjen 1993 STS-58, Columbia                               |                                                            | |                                                            |                                                            |                                                                                                  |
|                                                            | 2. prosinec 1993 STS-61, Endeavour                            |                                                            | |                                                            |                                                            |                                                                                                  |
|                                                            | 8. leden 1994 Sojuz-U2 Sojuz TM-18                            |                                                            | Viktor Afanasjev Jurij Usačov |                                                            | Mir                                                        |                                                                                                  |
|                                                            | Valerij Poljakov                                              |                                                            | |                                                            |                                                            |                                                                                                  |
|                                                            | 3. únor 1994 STS-60, Discovery                                |                                                            | |                                                            |                                                            | Krikaľov: První Rus na palubě amerického raketoplánu.                                            |
|                                                            | 4. březen 1994 STS-62, Columbia                               |                                                            | |                                                            |                                                            |                                                                                                  |
|                                                            | 9. duben 1994 STS-59, Endeavour                               |                                                            | |                                                            |                                                            |                                                                                                  |
|                                                            | 3. červenec 1994 Sojuz-U2 Sojuz TM-19                         |                                                            | Jurij Malenčenko Talgat Musabajev |                                                            | Mir                                                        |                                                                                                  |
|                                                            | 8. červenec 1994 STS-65, Columbia                             |                                                            | |                                                            |                                                            | První kosmonautka z Japonska ve vesmíru.                                                         |
|                                                            | 9. září 1994 STS-64, Discovery                                |                                                            | |                                                            |                                                            |                                                                                                  |
|                                                            | 30. září 1994 STS-68, Endeavour                               |                                                            | |                                                            |                                                            |                                                                                                  |
|                                                            | Sojuz-U2 Sojuz TM-20                                          | 3. říjen 1994                                              | Alexandr Viktorenko Jelena Kondakovová Pouze start: Ulf Merbold Pouze přistání: Valerij Poljakov                                                                                                  |                                                            | Mir                                                        |                                                                                                  |
|                                                            | 3. listopad 1994 STS-66, Atlantis                             |                                                            | |                                                            |                                                            |                                                                                                  |
|                                                            | 3. únor 1995 STS-63, Discovery                                |                                                            | |                                                            |                                                            | První pilotka raketoplánu. Setkání se stanicí Mir                                                |
|                                                            | 2. březen 1995 STS-67, Endeavour                              |                                                            | |                                                            |                                                            |                                                                                                  |
|                                                            | Sojuz-U2 Sojuz TM-21                                          | 14. březen 1995                                            | Pouze start: Vladimir Děžurov Gennadij Strekalov Norman Thagard Pouze přistání: Anatolij Solovjov Nikolaj Budarin                                                                                 |                                                            | Mir                                                        |                                                                                                  |
|                                                            | STS-71, Atlantis                                              | 27. červen 1995                                            | Robert Gibson Charles Precourt Ellen Bakerová Gregory Harbaugh Bonnie Dunbarová Pouze start: Anatolij Solovjov Nikolaj Budarin Pouze přistání: Vladimir Děžurov Gennadij Strekalov Norman Thagard |                                                            | Mir                                                        | První spojení Space Shuttle s Mirem v rámci programu Shuttle-Mir                                 |
|                                                            | 13. červenec 1995 STS-70, Discovery                           |                                                            | |                                                            |                                                            |                                                                                                  |
|                                                            | Sojuz-U2 Sojuz TM-22                                          | 3. září 1995                                               | Jurij Gidzenko Sergej Avdějev Thomas Reiter |                                                            | Mir                                                        |                                                                                                  |
|                                                            | 7. září 1995 STS-69, Endeavour                                |                                                            | |                                                            |                                                            |                                                                                                  |
|                                                            | 20. říjen 1995 STS-73, Columbia                               |                                                            | |                                                            |                                                            |                                                                                                  |
|                                                            | STS-74, Atlantis                                              | 12. listopad 1995                                          | Kenneth Cameron James Halsell Jerry Ross William McArthur Christopher Hadfield |                                                            | Mir                                                        |                                                                                                  |
|                                                            | 11. leden 1996 STS-72, Endeavour                              |                                                            | |                                                            |                                                            |                                                                                                  |
|                                                            | 21. únor 1996 Sojuz-U Sojuz TM-23                             |                                                            | Jurij Onufrijenko Jurij Usačov |                                                            | Mir                                                        |                                                                                                  |
|                                                            | 22. únor 1996 STS-75, Columbia                                |                                                            | |                                                            |                                                            |                                                                                                  |
|                                                            | STS-76, Atlantis                                              | 22. březen 1996                                            | Kevin Chilton Richard Searfoss Ronald Michael Sega Michael Richard Clifford Linda Godwinová Pouze start: Shannon Lucidová                                                                         |                                                            | Mir                                                        |                                                                                                  |
|                                                            | 19. květen 1996 STS-77, Endeavour                             |                                                            | |                                                            |                                                            |                                                                                                  |
|                                                            | 20. červen 1996 STS-78, Columbia                              |                                                            | |                                                            |                                                            |                                                                                                  |
|                                                            | 18. srpen 1996 Sojuz-U Sojuz TM-24                            |                                                            | Valerij Korzun Alexandr Kaleri |                                                            | Mir                                                        |                                                                                                  |
|                                                            | Claudie Haigneréová                                           |                                                            | |                                                            |                                                            | První kosmonautka ESA ve vesmíru.                                                                |
|                                                            | 16. září 1996 STS-79, Atlantis                                |                                                            | William Readdy Terrence Wilcutt Thomas D. Akers Jerome Apt Carl Walz |                                                            | Mir                                                        |                                                                                                  |
|                                                            | John Blaha                                                    |                                                            | |                                                            |                                                            |                                                                                                  |
|                                                            | 19. listopad 1996 STS-80, Columbia                            |                                                            | |                                                            |                                                            |                                                                                                  |
|                                                            | 12. leden 1997 STS-81, Atlantis                               |                                                            | Michael Baker Brent Jett John Grunsfeld Marsha Ivinsová Peter Wisoff |                                                            | Mir                                                        |                                                                                                  |
|                                                            | Jerry Linenger                                                |                                                            | |                                                            |                                                            |                                                                                                  |
|                                                            | 10. únor 1997 Sojuz-U Sojuz TM-25                             |                                                            | Vasilij Ciblijev Alexandr Lazutkin |                                                            | Mir                                                        |                                                                                                  |
|                                                            | Reinhold Ewald                                                |                                                            | |                                                            |                                                            |                                                                                                  |
|                                                            | 11. únor 1997 STS-82, Discovery                               |                                                            | |                                                            |                                                            | Servisní mise k Hubbleovu vesmírnému teleskopu                                                   |
|                                                            | 4. duben 1997 STS-83, Columbia                                |                                                            | |                                                            |                                                            |                                                                                                  |
|                                                            | STS-84, Atlantis                                              | 15. květen 1997                                            | Charles Precourt Eileen Collinsová Jean-François Clervoy Carlos Noriega Edward Lu Jelena Kondakovová Pouze start: C. Michael Foale Pouze přistání: Jerry M. Linenger                              |                                                            | Mir                                                        |                                                                                                  |
|                                                            | Michael Foale                                                 |                                                            | |                                                            |                                                            |                                                                                                  |
|                                                            | 1. červenec 1997 STS-94, Columbia                             |                                                            | |                                                            |                                                            |                                                                                                  |
|                                                            | Sojuz-U Sojuz TM-26                                           | 5. srpen 1997                                              | Anatolij Solovjov Pavel Vinogradov Pouze přistání: Léopold Eyharts |                                                            | Mir                                                        |                                                                                                  |
|                                                            | 7. srpen 1997 STS-85, Discovery                               |                                                            | |                                                            |                                                            |                                                                                                  |
|                                                            | STS-86, Atlantis                                              | 26. září 1997                                              | James Wetherbee Michael Bloomfield Vladimir Titov Scott Parazynski Jean-Loup Chrétien Wendy Lawrenceová Pouze start: David A. Wolf Pouze přistání: C. Michael Foale                               |                                                            | Mir                                                        |                                                                                                  |
|                                                            | 19. listopad 1997 STS-87, Columbia                            |                                                            | |                                                            |                                                            | První výstup do vesmíru japonským kosmonautem. Kadeňuk: První Ukrajinec ve vesmíru.              |
|                                                            | STS-89, Endeavour                                             | 23. leden 1998                                             | Terrence Wilcutt Joe Edwards James Francis Reilly Michael Anderson Bonnie Dunbarová Saližan Šaripov Pouze start: Andrew Thomas Pouze přistání: David A. Wolf                                      |                                                            | Mir                                                        |                                                                                                  |
|                                                            | Sojuz-U Sojuz TM-27                                           | 29. leden 1998                                             | Talgat Musabajev Nikolaj Budarin Pouze start: Léopold Eyharts Pouze přistání: Jurij Baturin |                                                            | Mir                                                        |                                                                                                  |
|                                                            | STS-90, Columbia                                              | 17. duben 1998                                             | Richard Searfoss Scott Altman Richard Linnehan Dafydd Williams Kathryn Patricia Hireová Jay C. Buckey James Anthony Pawelczyk                                                                     |                                                            |                                                            | Poslední let s laboratoří ESA Spacelab.                                                          |
|                                                            | STS-91, Discovery                                             | 2. červen 1998                                             | Charles Precourt Dominic Gorie Wendy Lawrenceová Franklin Chang-Diaz Janet Kavandiová Valerij Rjumin                                                                                              |                                                            | Mir                                                        | Poslední let programu Shuttle-Mir.                                                               |
|                                                            | Sojuz-U Sojuz TM-28                                           | 13. srpen 1998                                             | Gennadij Padalka Pouze start: Sergej Avdějev Jurij Baturin Pouze přistání: Ivan Bella |                                                            | Mir                                                        |                                                                                                  |
|                                                            | STS-95, Discovery                                             | 29. říjen 1998                                             | Curtis L. Brown Steven W. Lindsey Stephen K. Robinson Scott E. Parazynski Pedro Duque Čiaki Mukaiová John Glenn                                                                                   |                                                            |                                                            | Duque: První Španěl ve vesmíru. Návrat Glenna k letům do vesmíru.                                |
|                                                            | STS-88, Endeavour                                             | 4. prosinec 1998                                           | Robert Cabana Frederick Sturckow Nancy Currieová Jerry Ross James Newman Sergej Krikaljov |                                                            | ISS                                                        | První let k ISS.                                                                                 |
|                                                            | Sojuz-U Sojuz TM-29                                           | 20. únor 1999                                              | Viktor Afanasjev Jean-Pierre Haigneré Pouze start: Ivan Bella Pouze přistání: Sergej Avdějev |                                                            | Mir                                                        | Bella: První Slovák ve vesmíru.                                                                  |
|                                                            | STS-96, Discovery                                             | 27. květen 1999                                            | Kent Rominger Rick Husband Tamara Jerniganová Ellen Ochoaová Daniel Barry Julie Payetteová Valerij Tokarev                                                                                        |                                                            | ISS                                                        |                                                                                                  |
|                                                            | STS-93, Columbia                                              | 23. červenec 1999                                          | Eileen M. Collinsová Jeffrey S. Ashby Steven A. Hawley Catherine G. Colemanová Michel Tognini |                                                            |                                                            | První žena velitelkou letu.                                                                      |
|                                                            | STS-103,Discovery                                             | 20. prosinec 1999                                          | Curtis L. Brown Scott J. Kelly Steven L. Smith Jean-François Clervoy John M. Grunsfeld C. Michael Foale Claude Nicollier                                                                          |                                                            | HST                                                        | Servisní mise k Hubbleovu vesmírnému teleskopu.                                                  |
|                                                            | Pokračování na seznamu pilotovaných vesmírných letů 2000–2009 |                                                            | |                                                            |                                                            |                                                                                                  |